# Mosquée aux 201 dômes
La mosquée aux 201 dômes (en bengali : ২০১ গম্বুজ বিশিষ্ট মসজিদ) est une grande mosquée en cours de construction à South Pathalia dans l'upazila de Gopalpur, au Bangladesh.

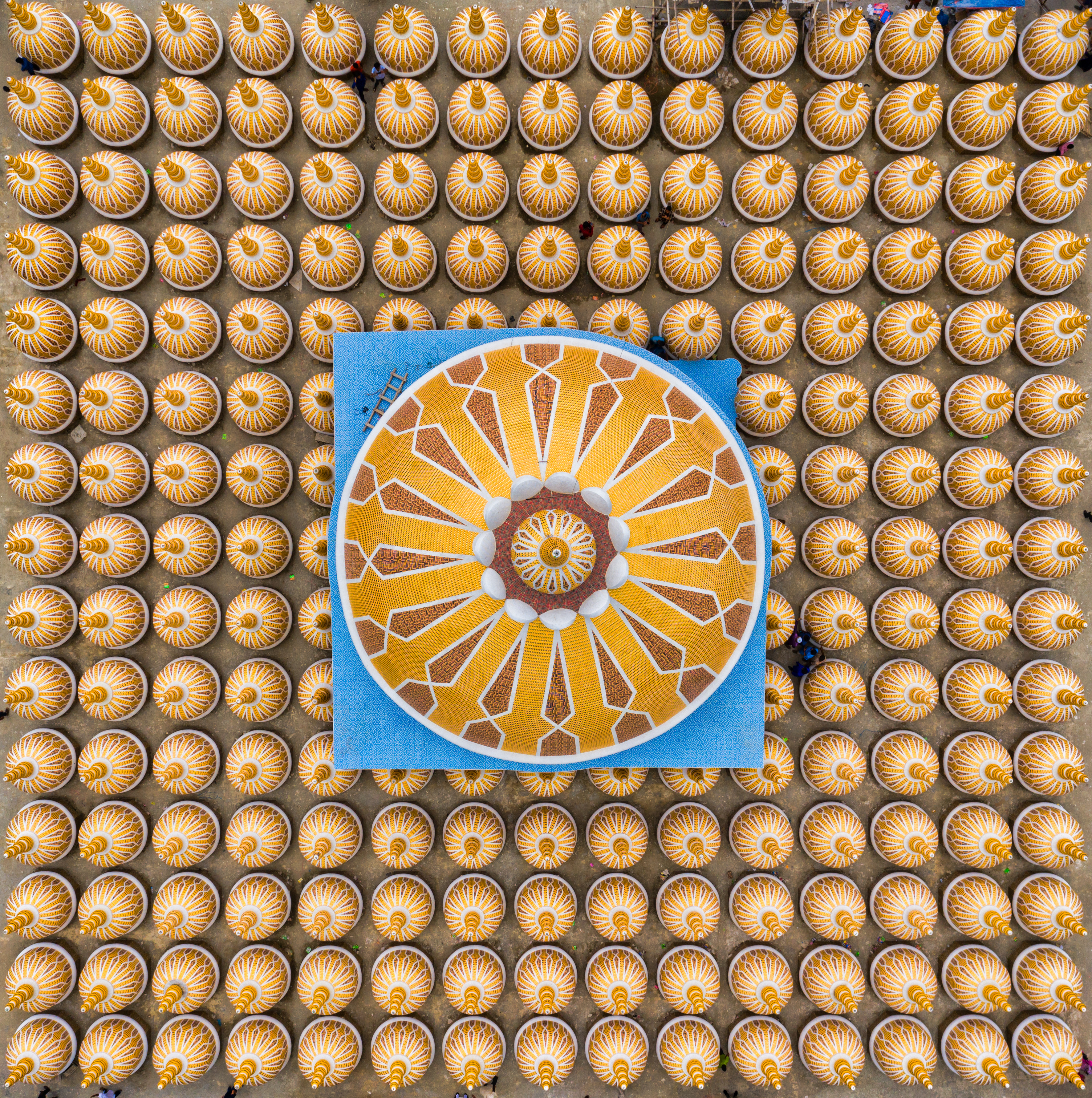
Vue aérienne de la mosquée aux 201 dômes.

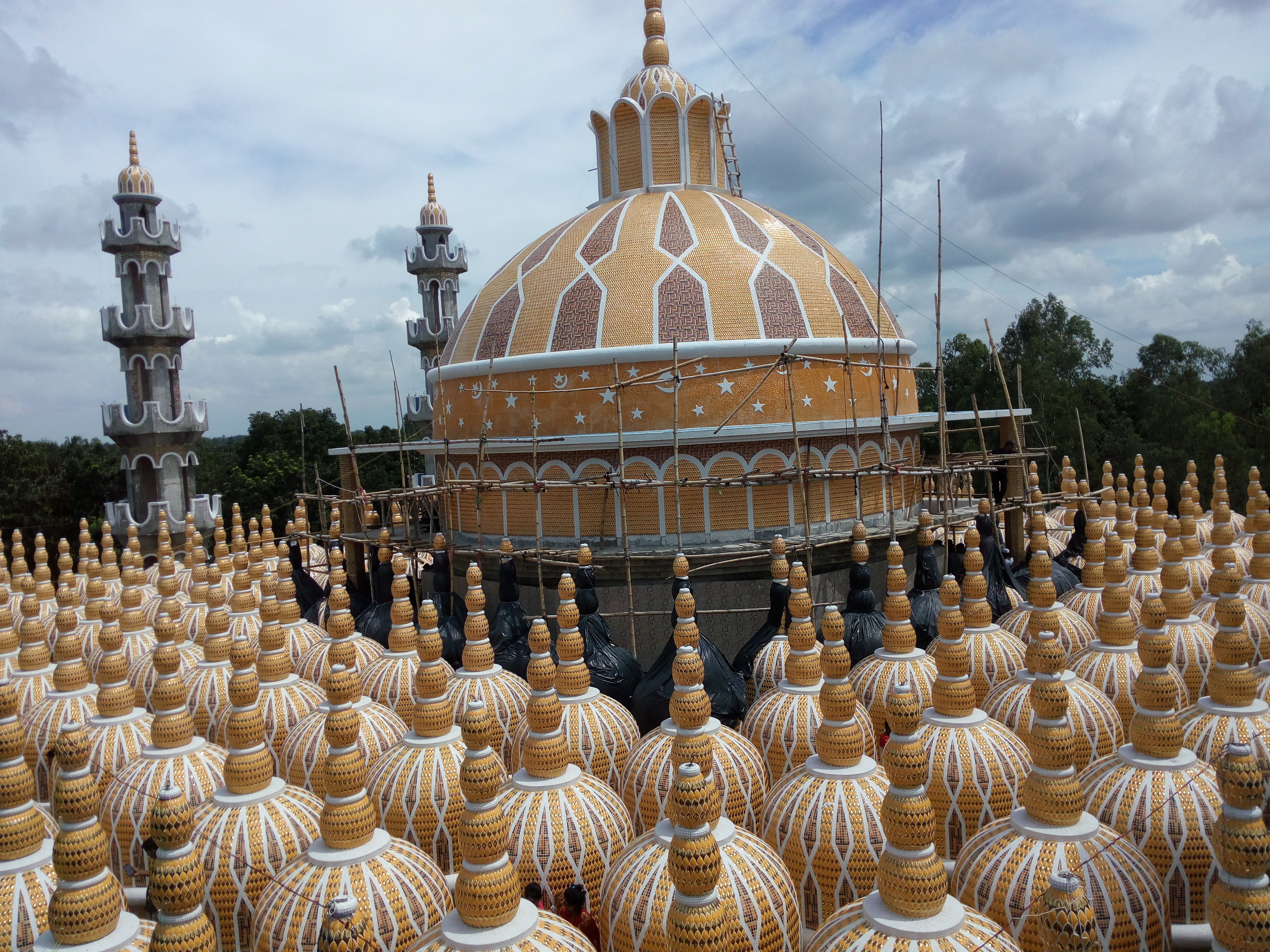
Le dôme central et quelques uns des petits dômes.

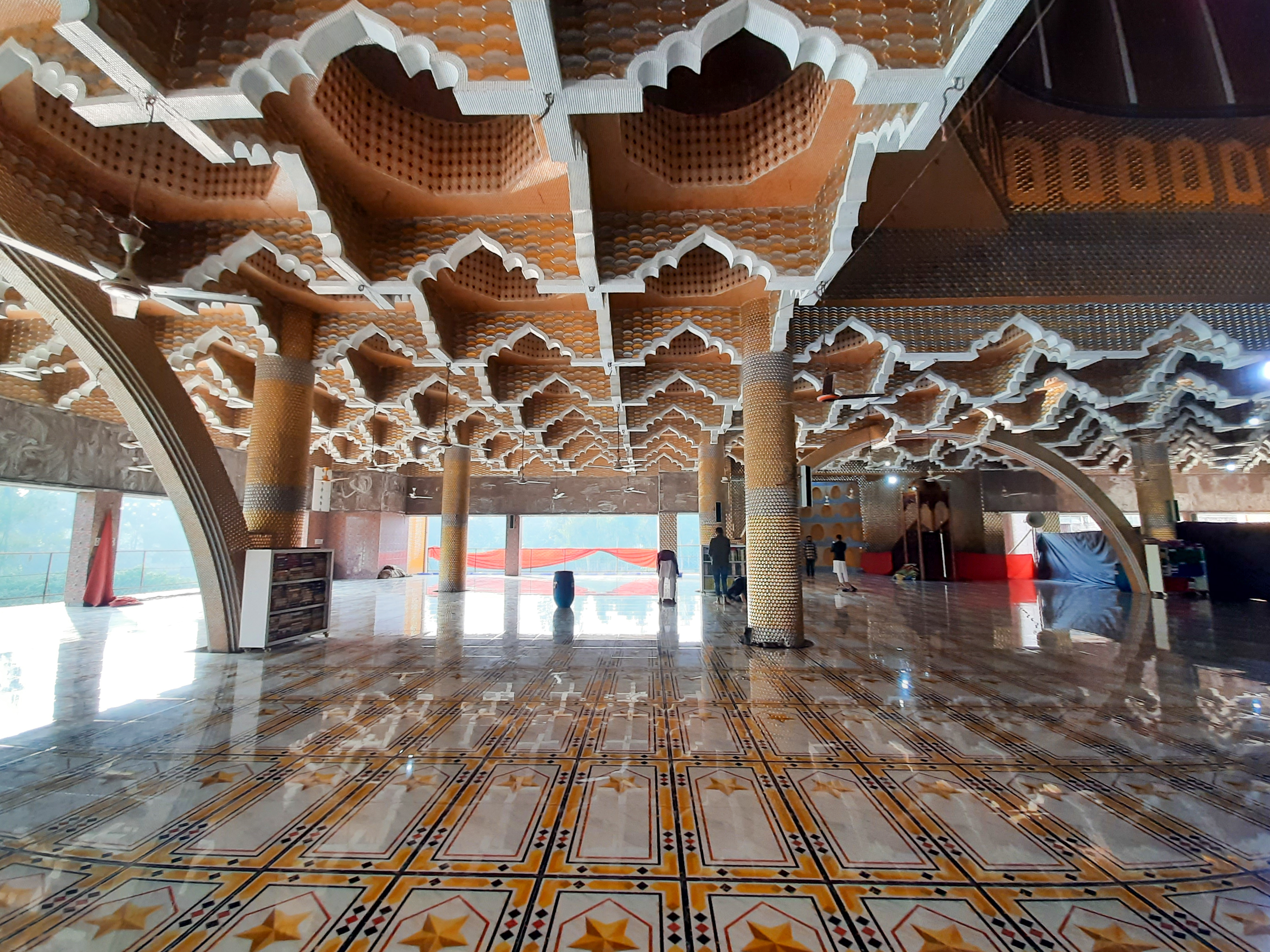
Intérieur du dôme central.

La construction de l'édifice débute en 2013 sur une parcelle de 15 bighas, sur la rive est de la Jinai à South Pathalia, dans l'union de Nagda Simla (en) et l'upazila de Gopalpur. La construction, estimée à un coût de 100 crores de taka (12,3 millions de dollars), est gérée par le Heroic Freedom Fighter Mohammad Rafiqul Islam Welfare Trust. La mosquée pourra accueillir jusqu'à 15 000 fidèles.
L'édifice carré est pourvu de quatre tours d'angle de 31 m de haut et quatre tours de 25 m dans les angles du carré occupé par le dôme central de 25 m. Le dôme central est entouré de 200 petits dômes de 5,2 m de haut. La construction d'un minaret de 137 m est prévue au sud-ouest du dôme principal. Il s'agira du plus haut minaret du Bangladesh. Le mur ouest de la mosquée comportera l'intégralité des versets du Coran.
En plus du lieu de culte, le complexe de la mosquée comprendra un orphelinat, une maison de retraite et un hôpital. Un héliport sera installé pour accueillir les dignitaires.